# Резолюция 103 на Съвета за сигурност на ООН
Резолюция 103 на Съвета за сигурност на ООН, приета на 3 декември 1953 г., препоръчва на Общото събрание на ООН, в съответствие с чл. 93 от Хартата на ООН, да определи условията, при които Сан Марино може да стане страна по Статута на Международния съд.
Резолюцията препоръчва на Общото събрание Сан Марино да бъде приет за страна по Статута на Международния съд, след като депозира пред генералния секретар на ООН акт, подписан от името на правителството на Сан Марино и ратифициран съгласно основния закон на страната, който акт да съдържа:

А) приемане на постановленията в Статута на Международния съд;

Б) приемане на всички задължения на член на Организацията на обединените нации, произтичащи от член 94 от Хартата на ООН;

В) поемане на задължението да покрива част от разходите на Съда, размерът на която част ще се определя периодично от Общото събрание на ООН след консултации с правителството на Сан Марино.
Резолюция 103 е приета с мнозинство от 10 гласа, а представителят на Съветския съюз гласува „въздържал се“.